# Villanueva de San Mancio
Villanueva de San Mancio – gmina w Hiszpanii, w prowincji Valladolid, w Kastylii i León, o powierzchni 15,16 km². W 2011 roku gmina liczyła 109 mieszkańców.